# John 5
John 5, pseudonimo di John William Lowery (Grosse Pointe, 31 luglio 1971), è un chitarrista e compositore statunitense. È noto per essere stato il chitarrista di Marilyn Manson. Attualmente fa parte della band statunitense hair metal Mötley Crüe.

## Carriera
Lowery ha cominciato a suonare la chitarra a sette anni dopo aver visto un'esibizione al banjo di Jimmy Henley in uno show televisivo; come principali fonti di ispirazione cita i Kiss (dei quali vanta una notevole collezione di memorabilia) e grandi chitarristi come Eddie Van Halen, Randy Rhoads, Jimi Hendrix e Yngwie Malmsteen. Grande importanza nella sua formazione ha anche la musica country.
A diciassette anni si trasferisce a Los Angeles dove, dopo essersi fatto notare come turnista, incontra il produttore Bob Marlette: con quest'ultimo ha la possibilità di lavorare alle colonne sonore di film e spot pubblicitari finché non viene scelto da Lita Ford per suonare con lei nelle aperture dei concerti dei suoi idoli di infanzia, i Kiss; ha modo così di creare una duratura amicizia con il frontman dello storico gruppo, Paul Stanley.
Nel 1996 tenta di entrare nel gruppo di Marilyn Manson, ma dopo non essere riuscito ad ottenere il posto forma un gruppo con l'ex cantante dei Judas Priest Rob Halford, con cui pubblica un album di buon successo prodotto da Trent Reznor. La svolta per la sua carriera avviene quando viene scelto dall'ex frontman dei Van Halen David Lee Roth; successivamente, nel 1998, entra nella band di Manson, con cui rimane fino al 2004.
Dopo aver lanciato la sua carriera solista nel 2005 entra nel gruppo di Rob Zombie, nel quale milita tuttora.
Nel 2022, i Mötley Crüe annunciano che John 5 sostituirà Mick Mars nelle esibizioni dal vivo future, in quanto lo storico chitarrista della band ha deciso che non si esibirà più dal vivo per curare i propri problemi di salute, rimanendo tuttavia un membro ufficiale del gruppo.

## Vita privata
Sposato dal 2009 con la parrucchiera Rita Aghajani, dal 2002 al 2006 è stato sposato con l'attrice softcore Aria Giovanni. Ha tre figli.

## Discografia

### Da solista

#### come John 5
- 2004 – Vertigo
- 2005 – Songs for Sanity
- 2007 – The Devil Knows My Name
- 2008 – Requiem
- 2009 – Remixploitation
- 2010 – The Art of Malice
- 2012 – God Told Me To
- 2014 – Careful With That Axe

#### come John 5 And The Creatures
- 2014 – First Ever World-Wide Webcast Performance Live - Stageit 2014 (autoprodotto; album dal vivo)
- 2017 – Season of the Witch (autoprodotto)
- 2018 – It's Alive (autoprodotto; album dal vivo)
- 2019 – Invasion (autoprodotto)

### Con Marilyn Manson
- 1998 – Mechanical Animals
- 1999 – The Last Tour on Earth (album dal vivo)
- 1999 – God Is in the TV (video)
- 2000 – Holy Wood (In the Shadow of the Valley of Death)
- 2002 – Guns, God and Government (video)
- 2003 – The Golden Age of Grotesque
- 2004 – Lest We Forget

### Con Rob Zombie
- 2006 – Educated Horses
- 2007 – Zombie Live
- 2010 – Hellbilly Deluxe 2
- 2012 – Mondo Sex Head
- 2013 – Venomous Rat Regeneration Vendor
- 2015 – Spookshow International: Live
- 2016 – The Electric Warlock Acid Witch Satanic Orgy Celebration Dispenser
- 2018 – Astro-Creep: 2000 Live

### Altri album
- 1997 – 2wo –Voyeurs
- 1998 – David Lee Roth – DLR Band
- 2005 – Loser – Just Like You
- 2006 – Dave Rodgers – Blow Your Mind

### Collaborazioni
- 2002 – Linkin Park featuring Pharoahe Monch & DJ Babu – H! Vltg3 (Evidence) / Pts.Of.Athrty (Jay Gordon) (chitarra nel brano Buy Myself (remix))
- 2005 – Garbage – Run Baby Run (singolo; chitarra nel brano Never Be Free)
- 2006 – Meat Loaf – Bat Out of Hell III: The Monster Is Loose (chitarra nel brano The Monster Is Loose)
- 2006 – Paul Stanley – Live to Win (chitarra nei brani Bulletproof e Where Angels Dare)
- 2007 – Static-X – Cannibal (chitarra solista nel brano Cannibal)
- 2007 – Scorpions – Humanity: Hour I (chitarra nel brano Hour I)
- 2008 – Lesley Roy - Unbeutiful (chitarra nel brano Misfit)
- 2008 – Filter – Anthems for the Damned (chitarra nei brani What's Next, The Take e The Take (Stormin Norman Mix J.O'B.))
- 2009 – Lynyrd Skynyrd – God & Guns (chitarra nei brani Little Thing Called You, Southern Ways, Skynyrd Nation, Floyd, Storm e Gifted Hands)
- 2009 – Chuck Mosley And VUA – Will Rap Over Hard Rock For Food (chitarra nel brano The Enabler)
- 2011 – Alice Cooper – Welcome 2 My Nightmare (chitarra nel brano Disco Bloodbath Boogie Fever)
- 2011 – Sebastian Bach – Kicking & Screaming (chitarra nel brano Tunnelvision e Tunnelvision (live in Santiago) presente nel dvd bonus)
- 2011 – Edita – One (chitarra nel brano The Best Thing About Me Is You)
- 2012 – Lynyrd Skynyrd – Last of a Dyin' Breed (chitarra nei brani Something To Live For e Start Livin' Life Again)
- 2013 – Adler – Back From The Dead (chitarra nel brano Good To Be Bad)
- 2011 – Sebastian Bach – Give 'Em Hell (chitarra nel brano Temptation)
- 2014 – Tech N9ne – Strangeulation (chitarra nel brano Straight Out The Gate: (The Scott Stevens Remix))
- 2015 – Tina Guo – Cello Metal (chitarra solista nel brano Iron Man)
- 2016 – Ace Frehley – Origins, Vol. 1 (chitarra nei brani Spanish Castle Magic e Parasite)
- 2018 – Steve Perry – Traces (chitarra nel brano Sun Shines Gray)

### Partecipazioni
- 1999 – Artisti Vari – Detroit Rock City (Music From The Motion Picture) (chitarra nel brano Highway To Hell dei Marilyn Manson)
- 2003 – Artisti Vari – We're a Happy Family - A Tribute to Ramones (chitarra nel brano The KKK Took My Baby Away dei Marilyn Manson)
- 2003 – Artisti Vari – Hazy Dreams (Not Just) A Jimi Hendrix Tribute (chitarra nel brano Foxey Lady)
- 2005 – Artisti Vari – Ozzfest 10th Anniversary (chitarra nel brano More Human Than Human di Rob Zombie)
- 2006 – Artisti Vari – Butchering The Beatles - A Headbashing Tribute (chitarra nel brano Back In The USSR con Lemmy Kilmister ed Eric Singer)
- 2010 – Artisti Vari – Harder & Heavier: 60's British Invasion Goes Metal (chitarra nel brano The Mighty Quinn con Billy Sheehan, Gregg Bissonette e Micky Dolenz)
- 2008 – Artisti Vari – We Wish You a Metal Xmas and a Headbanging New Year (chitarra nel brano Santa Claws Is Coming To Town con Alice Cooper, Billy Sheehan e Vinny Appice)